# 眩しいほど綺麗になったね
「眩しいほど綺麗になったね」（まぶしいほどきれいになったね）はTEARSの1枚目のシングル。

## 内容
日本信販（現・三菱UFJニコス）「Jリーグカード」のCMソングということもあって、最大のヒット曲となったデビューシングル。これ以降、シングルの表題曲がスポーツ関連のタイアップが付くようになる（自由への翼を除く）。

## 収録曲
1. 眩しいほど綺麗になったね
作詞・作曲：川島だりあ 編曲：明石昌夫
2. この腕の中に 抱きしめたかった
作詞：葛原豊 作曲:羽田一郎 編曲：明石昌夫
3. 眩しいほど綺麗になったね (inst.)

## 参加ミュージシャン
- 生沢佑一 (TWINZER) - コーラス
- 鈴木英俊 - ギター